# Jérôme Clavier
Jérôme Clavier (ur. 3 maja 1983 w Chambray-lès-Tours) – francuski lekkoatleta specjalizujący się w skoku o tyczce.
W 2002 debiutując na arenie międzynarodowej zajął szóste miejsce w mistrzostwach świata juniorów. Rok później nie awansował do finału młodzieżowego czempionatu Europy oraz był siódmy na uniwersjadzie. Bez sukcesów brał udział w halowych mistrzostwach świata w 2004, a w 2005 zdobył brązowe krążki młodzieżowych mistrzostw Starego Kontynentu oraz igrzysk śródziemnomorskich. W 2006 nie awansował do finału kolejnej edycji halowego czempionatu globu, a w 2007 był szósty na mistrzostwach Europy w hali oraz bez sukcesów startował w mistrzostwach świata. Tuż za podium – na czwartym miejscu – ukończył w 2008 halowe mistrzostwa świata. Zajął siódme miejsce w konkursie tyczkarzy na igrzyskach olimpijskich w Pekinie. W 2011 został halowym wicemistrzem Europy przegrywając ze swoim rodakiem Renaud Lavillenie. Dziesiąty zawodnik halowych mistrzostw świata w Sopocie (2014).
Rekordy życiowe: stadion – 5,81 (9 lipca 2008, Karlsruhe); hala – 5,81 (22 stycznia 2011, Villeurbanne).

## Osiągnięcia
| Rok  | Impreza                        | Miejsce    | Pozycja           | Wynik |
| ---- | ------------------------------ | ---------- | ----------------- | ----- |
| 2002 | Mistrzostwa świata juniorów    | Kingston   | 6. miejsce        | 5,40  |
| 2003 | Młodzieżowe mistrzostwa Europy | Bydgoszcz  | el. – 7. miejsce  | 5,20  |
| 2003 | Uniwersjada                    | Daegu      | 7. miejsce        | 5,40  |
| 2004 | Halowe mistrzostwa świata      | Budapeszt  | el. – 10. miejsce | 5,45  |
| 2005 | Superliga pucharu Europy       | Florencja  | 7. miejsce        | 5,30  |
| 2005 | Młodzieżowe mistrzostwa Europy | Erfurt     | 3. miejsce        | 5,60  |
| 2005 | Igrzyska śródziemnomorskie     | Almería    | 3. miejsce        | 5,55  |
| 2006 | Halowe mistrzostwa świata      | Moskwa     | el. – 14. miejsce | 5,45  |
| 2007 | Halowe mistrzostwa Europy      | Birmingham | 6. miejsce        | 5,41  |
| 2007 | Mistrzostwa świata             | Osaka      | el. – 20. miejsce | 5,55  |
| 2008 | Halowe mistrzostwa świata      | Walencja   | 4. miejsce        | 5,75  |
| 2008 | Igrzyska olimpijskie           | Pekin      | 7. miejsce        | 5,60  |
| 2011 | Halowe mistrzostwa Europy      | Paryż      | 2. miejsce        | 5,76  |
| 2011 | Mistrzostwa świata             | Daegu      | el. – 18. miejsce | 5,50  |
| 2014 | Halowe mistrzostwa świata      | Sopot      | 10. miejsce       | 5,55  |
| 2016 | Halowe mistrzostwa świata      | Portland   | 12. miejsce       | 5,55  |